# آناند تاکر
آناند تاکر (انگلیسی: Anand Tucker؛ زادهٔ ۲۴ ژوئن ۱۹۶۳) یک تهیه‌کننده، و کارگردان اهل تایلند است.
از فیلم‌های او می‌توان به منتقد اشاره کرد.